# Gustav Schmidt (színművész)
Gustav Schmidt (Magdeburg, 1996. április 4. –) német színház- és filmszínész.

## Élete és pályafutása
1996-ban született Szász-Anhalt tartománybeli Magdeburgban. 2014-ben felvételt nyert a berlini Ernst Busch Drámaművészeti Egyetemre, és négy tanévvel később (2018-ban) lediplomázott. 2016-tól kezdődően rendszeresen tűnt fel televíziós és filmszerepekben, de feltűnik a GLORIA együttes egyik videoklipjében is.
2017-ben debütált az ARD csatorna karácsonykor műsorra tűzött – a Grimm testvérek nyomán készült – Az élet vize című mesefilmjének főszerepében, mint Lennard herceg. Egy évvel később, a ZDF közszolgálati csatorna saját gyártású tévéfilmjében, a Wir lieben das Leben-ben megkapta Tröte szerepét.
2018-tól a bonni városi színház (Bonn Színház) társulatának tagja.

## Filmográfia

### Sorozatok
| Év   | Magyar cím : Alcím Eredeti cím : Alcím          | Műfaj    | Karakter    | Magyar hang | Megjegyzés               |
| ---- | ----------------------------------------------- | -------- | ----------- | ----------- | ------------------------ |
| 2018 | SOKO Wismar : Weggesperrt                       | krimi    | Malte Kraus |             | 16. évad 8. epizód       |
| 2018 | Milk & Honey                                    | vígjáték | Niko        |             | az 1. évad 6 epizódjában |
| 2019 | Der Kroatien Krimi : Der Mädchenmörder von Krac | krimi    | Dejan       |             | 3. évad 1. epizód        |
| 2019 | Wir sind jetzt                                  | dráma    | Daniel      |             |                          |

### Filmek
| Év   | Magyar cím (Eredeti cím)                                | Műfaj    | Karakter       | Magyar hang   |
| ---- | ------------------------------------------------------- | -------- | -------------- | ------------- |
| 2017 | Klasszikus mesék – Az élet vize (Das Wasser des Lebens) | mesefilm | Lennard herceg | Baráth István |
| 2018 | (Wir lieben das Leben)                                  | vígjáték | Tröte          |               |